# Шалем (бог)
Шалем (Шалимму, Шалим, Салим, Салем, Шулману, образовано от корня С-Л-М; ивр. שָׁלֶם‎) в западносемитской мифологии — божество вечерней зари и благополучия. Брат-близнец Шахара, божества утренней зари. Шалем и Шахар — дети Рахмайу (иногда Асират, отождествлявшейся с Анат).
Бог иевусеев. Податель счастья и благоденствия, способствовал получению урожая хлеба и вина.
В Иудее Шалимму считался, по-видимому, основателем и покровителем (наряду с Эльоном, возможно, являвшимся ипостасью Илу) Иерусалима (ивр. Йерушалем — «основанный Шалимом»).